# セモリナ

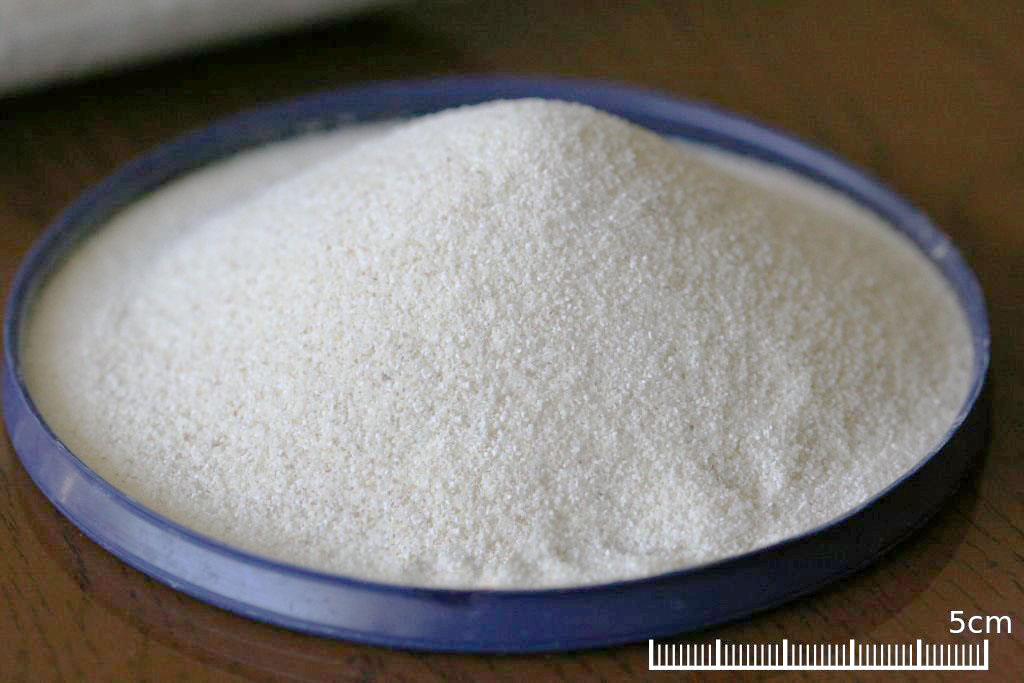
セモリナ

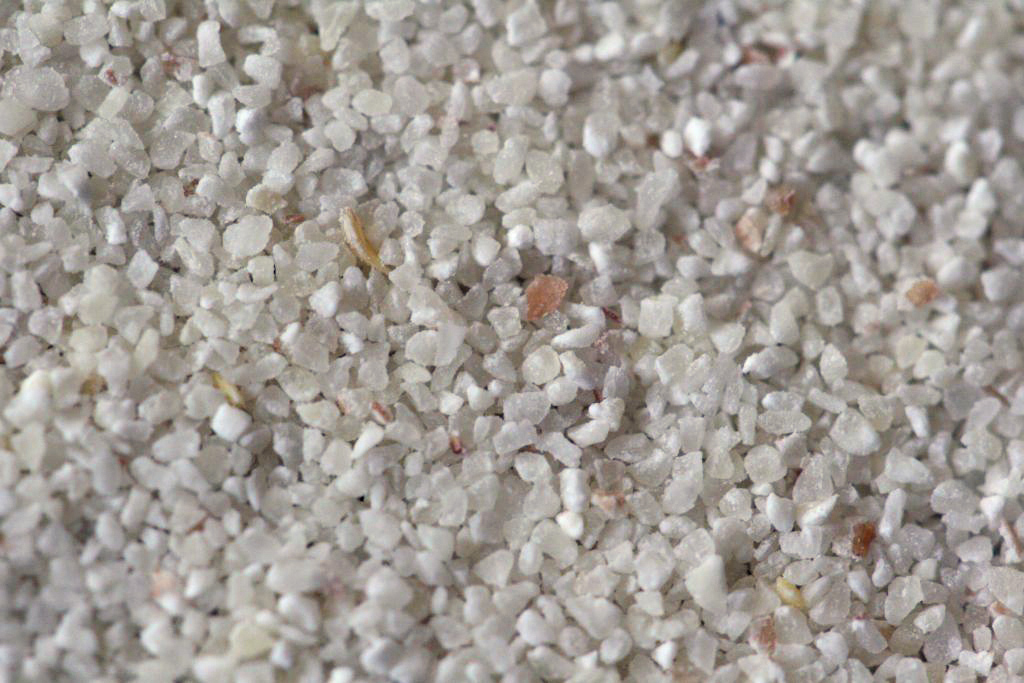
セモリナ粒の近接写真

セモリナ（Semolina）とは、穀物（コムギ、イネ、トウモロコシなど）の製粉で得られる粗い穀粉を指す。代表的なセモリナである小麦の粉の場合はひきわり小麦とも言う。
現在では主にデュラムコムギを粗挽きしてふすまを除去した顆粒状のミドリング粉（製粉途上のもので、さらに粉砕・粉末化したものが小麦粉）を指し、パスタ、シリアル、プディング、クスクスを作るのに用いられる。

## 名称
「セモリナ (semolina)」という用語は、古代ラテン語で穀粉を意味する「simila」に由来するイタリア語「semola」の指小辞に由来する。ラテン語の「simila」はギリシア語でひき割粉を意味する「σεμῖδαλις (semidalis)」からの借用語である。「simila」、「semidalis」、英語の「groat」、「grain」は全て、サンスクリット語でコムギを意味する2つの単語「samita」および「godhuma」に起源がある。セモリナはまた、挽き割りを意味するセム語派の語根 smd (アラビア語: سميد samīd) からの借用語ともされる。

## 生産
現代の小麦の製粉は溝付きの鉄製ローラーを用いる。ローラーはコムギの穀粒よりもわずかに狭い幅に調製される。コムギが製粉機に入れられると、ローラーは麬と胚芽をはぎとるが、澱粉（あるいは胚乳）はこの過程で粗いかけらに壊される。篩によって、これらの胚乳粒子は麬と分離される。これがセモリナである。セモリナは次にすりつぶされ小麦粉となる。これは、麬と胚芽からの胚乳の分離過程を非常に単純化したと同時に、胚乳の内側は外側よりも小さなかけらとなる傾向にあるため、胚乳を異なるグレードに分離することが可能となった。これによって、異なるグレードの小麦粉が生産されている。
イタリアでは乾麺パスタにデュラム小麦のセモリナを使用することが法律で定められている。

## 種類
デュラムコムギから作られるセモリナの色は黄色である。これは、クスクスといった乾燥製品の原料となる。クスクスはセモリナ粉と細かく挽いた小麦粉をおよそ2対1で混ぜ合わせて作られる。
小麦粉がより柔らかい種類のコムギから作られる時、粉の色は白である。この場合、この粉はセモリナとは呼ばれない。アメリカ合衆国では、より柔らかい種類のコムギから作られる粗挽き粉はファリナあるいは商品名の「クリーム・オブ・ホイート」としても知られている。ドイツ、オーストリア、ハンガリー、ブルガリア、セルビア、ルーマニアでは、「グリース Grieß」としても知られており、卵と混ぜてグリースクネーデルを作るのに使われる。また、水あるいは牛乳と混ぜチョコレートで甘味付けし、朝食料理の「グリースコッホ Grießkoch」を作るためにも使われる。粒子はかなり粗く、直径は0.25〜0.75ミリメートルである。
煮ると、柔らかく煮崩れた粥状のポリッジとなる。この粉は北西ヨーロッパおよび北アメリカでは、ミルクで茹で甘み付けしたセモリナプディングと呼ばれるデザートとして人気がある。この料理は、しばしばバニラで香り付けされジャムと共に食べられる。スウェーデン、エストニア、フィンランド、リトアニア、ラトビア、ポーランド、ロシアでは、朝食のポリッジ（粥）として食べられており、レーズンを入れたり、ミルクと一緒に出されたりする。スウェーデン語では、「mannagrynsgröt」として知られており、ブルーベリーと一緒に煮たblåbärsgrötとしても食べられる。スウェーデン、エストニア、フィンランドでは、ベリーの果汁と一緒に煮た後ふわふわになるまで泡立て、大抵夏に食べるデザートであるklappgröt（スウェーデン）、ヴィスピプーロ（フィンランド）、mannavaht（エストニア）を作る。中東では、「harisa」、「basbosa」、「nammora」と呼ばれるデザートを作るのに使われる。
より大まかに言えば、コムギ以外の穀物から作られた穀粉も、「ライスセモリナ」、「コーンセモリナ」のようにセモリナと呼ばれることがある。
南インドでは、ラヴァ・ドーサおよびウプマのようないい香りのする食事やkasariあるいはsheeraのようなプディングを作るのにセモリナが使われる。魚をフライパンで油で焼く前に、切り身に衣を付けるのにセモリナが用いられることがある。北インドでは、suji halwaといった菓子を作るのに使われる。
ギリシア（ハルヴァ）、キプロス（halouvasあるいはhelva）、トルコ（helva）、イラン（halva）、パキスタン（halva）、アラブ諸国（halwa）で人気のある粉を砂糖、バター、ミルク、松の実と共に焼いたデザートを作るのに、セモリナが用いられることがある。バスブーサ（北アフリカおよびアレクサンドリアのharisa）は主にセモリナで作られる。セモリナ（アラビア語: smeed）はNabulsi Kanafaの主な原料である。一部の文化では、これは葬儀や特別な祝い事あるいは宗教的な捧げ物として出される。
北アフリカの大半では、デュラムセモリナは主食のクスクスとなる。
コーンミールの代わりに、パンの表面がくっつくのを防ぐために粉をまぶすのにもセモリナは使われる。パン焼きでは、普通の小麦粉に少量のセモリナが加えると味のよいパンの皮となる。